# کپوردندان اراک
کپوردندان اراک (نام علمی: Aphanius arakensis) نام یک گونه از سرده کپوردندان است. این گونه از یک آبگیر کم عمق طبیعی با ابعاد ۶ در ۴ که از یک چشمه مجاور تغذیه می‌شود واقع در استان مرکزی گزارش گردیده است. در چشمه‌های مرتبط نیز این گونه مشاهده می‌شود.